# Euphorbia cinerascens
Euphorbia cinerascens — вид рослин із родини молочайних (Euphorbiaceae), що зростає на півдні США й на півночі Мексики.

## Опис
Це багаторічна трав'яниста рослина з від помірно до сильно потовщеним кореневищем. Стебла від розпростертих до лежачих, килимотвірні, 5–30 см, притиснуто-вовнисті. Листки супротивні; прилистки чіткі, шилоподібні, 0.2–0.5 мм; ніжка листка 0.3–0.8 мм; листова пластина від яйцюватої до еліптичної форми, 1.5–5.5 × 1.3–4 мм, основа асиметрична, краї цілі часто червонуваті, вершина зазвичай тупа, зрідка гостра (молоде листя). Квітки червонуваті. Коробочки від майже кулястих до широкояйцюватих, 1.3–1.7 × 1.5–1.8 мм, бруднувато-білі. Насіння від білого до рожевого або світло-коричневого кольору, яйцюватої форми, 4-кутового перетину, 1–1.4 × 0.6–0.8 мм. 2n = 32. Період цвітіння: весна — літо.

## Поширення
Зростає на півдні США (в Техасі) й на північному сході Мексики. Населяє пустельні чагарники, дубові та ялівцеві ліси, чагарники, трав'яні місцевості, луки, часто на вапнякових підкладках; на висотах 70–1400 метрів.